# サンタ・サビーナ聖堂
サンタ・サビーナ聖堂（ラテン語: Basilica Sanctae Sabinae、イタリア語: Basilica di Santa Sabina all'Aventino）はイタリアのローマにある名義小バシリカで、カトリック教会ドミニコ会の母教会である。アヴェンティーノの丘の上、テヴェレ川のほとりにあり、近くに聖ヨハネ騎士団の本部がある。
5世紀に創建された古いバシリカであり、上から見ると古典的な長方形の形状で、円柱を使っている。装飾はたいていが白く、創建時の謙虚な状態に復元されている。そのため、窓から差し込む光に照らされた内部は広々としていて風通しがよい。サンタ・マリア・マッジョーレ大聖堂などの他のバシリカは、派手に装飾が凝らされていることが多い。その簡素さから、サンタ・サビーナ聖堂は古代ローマの屋根付きのフォルムからキリスト教の教会堂へと発展する途中段階を表していると言われている。灰の水曜日の指定巡礼聖堂である。

## 歴史
サンタ・サビーナ聖堂は、422年から432年にダルマチア出身のイリュリアの Priest Petrus が建てた。その場所は、後に列聖された2世紀ごろのローマ人女性サビーナ (en) の家があった場所である。元々はその近くにユーノーの神殿があった。
1216年、ホノリウス3世が説教者修道会を認可し、後にそれがドミニコ会と呼ばれるようになった。1222年6月5日、ホノリウス3世はサンタ・サビーナの教会をドミニコ会の創立者である聖ドミニコに与えた。一説には、ホノリウス3世はサヴェッリ家出身で、サンタ・サビーナの教会はサヴェッリ家の所有する資産の一部だったといわれてきた（そのため、ドミニコ会に寄贈できた）。しかし、ホノリウス3世がサヴェッリ家出身という事実はない。おそらくサヴェッリ家出身のホノリウス4世と混同したための誤解と考えられる。いずれにしても、この教会堂はドミニコ会に与えられ、その後一貫してローマにおける同修道会の本部として機能してきた。

## 外観

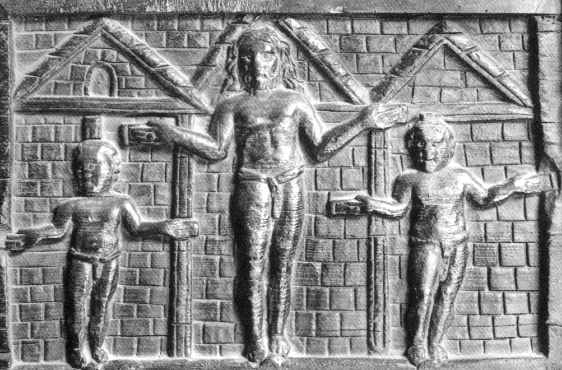
サンタ・サビーナ聖堂の木製扉にあるキリストの磔刑のレリーフ

大きな窓はガラスではなく透明石膏でできている。外観は5世紀に建設された当時とほぼ変わっていない。
木製の扉は創建当初（430年 - 432年）のものとされているが、サンタ・サビーナ聖堂の扉として制作されたものでないのは明らかである。現存する木製のパネル18枚は1つを除いて全て聖書の各場面を描いている。中でもキリストの磔刑を描いたものは、現存する最古の図像の1つとして有名である。他のパネルもキリスト教図像学の研究において重要であり、詳しく分析されてきた。
扉の内側の上には、ラテン語のヘクサメトロスで書かれた創建当時の献辞が現存している。
カンパニーレ（鐘楼）は10世紀の建築物である。

## 内部

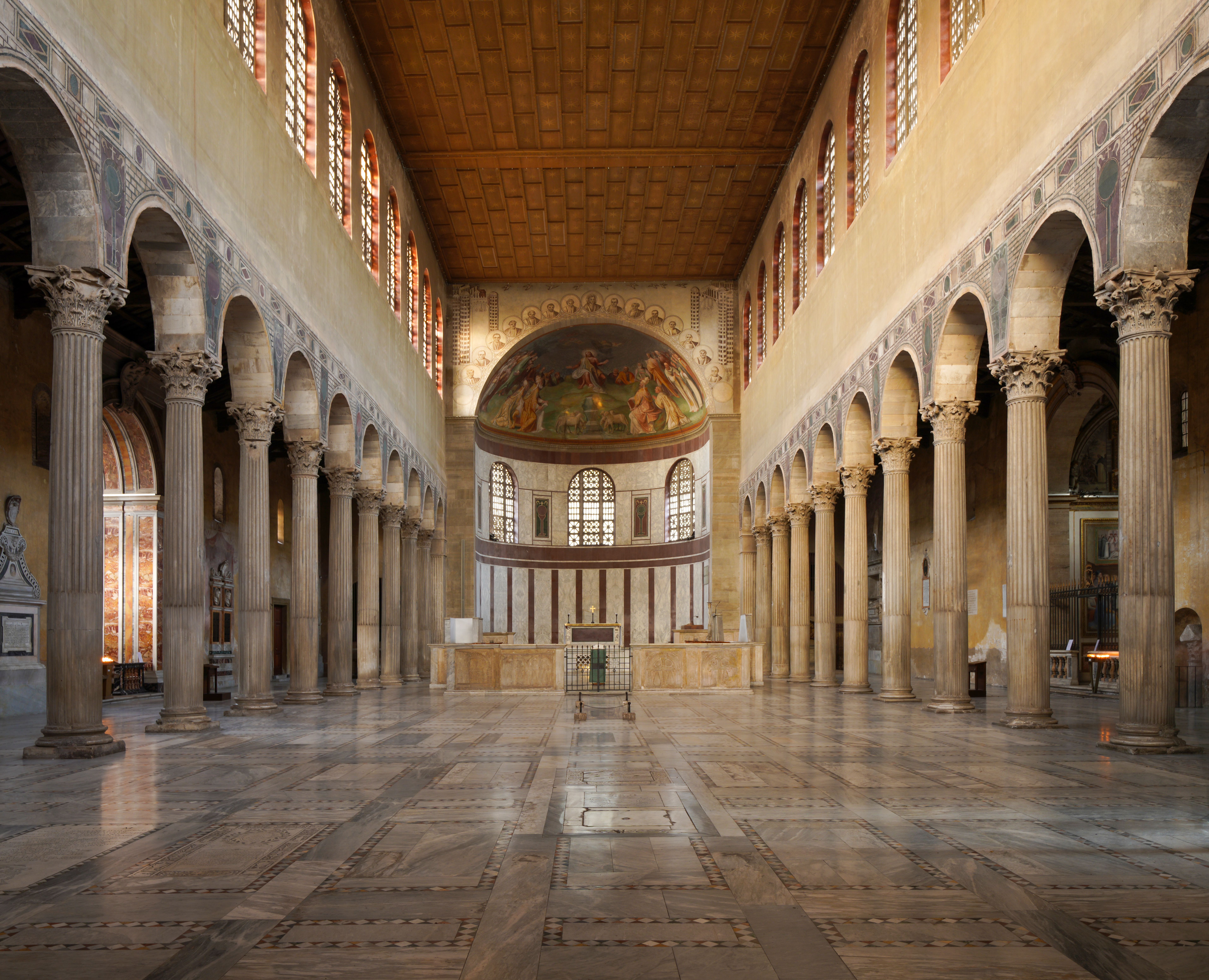
内部

5世紀当時のアプスのモザイク画は1559年に改修され、タッデオ・ツッカリのよく似たフレスコ画に置き換えられた。構図はそのまま保持されていると見られ、キリストが丘の上に座っていて両側に男女の聖人が立っており手前の小川の水を子羊が飲んでいる。この図像は別の5世紀のモザイク画とよく似ているが、そちら (Sant'Andrea in Catabarbara) のモザイク画も17世紀に破壊された。

## 修道院
隣接する修道院には聖ドミニコを初めとして、ピウス5世やトマス・アクィナスが暮らしていたことがある。ドミニコ会修道士のための修道者独房の内装は同修道会創立初期とほとんど変わっていない。聖ドミニコの独房もわかっているが、現在は拡張されてチャペルに改造されている。トマス・アクィナスも食事をとったという食堂室もそのまま現存している。